# Krusedulle
En krusedulle er en form for skitse, en ufokuseret tegning lavet mens en persons opmærksomhed var rettet mod noget andet. De er simple tegninger, der kan have en betydning, en form eller bare uregelmæssige former.
Kruseduller laves mest af unge mennesker, specielt studerende. Aktiviteten udøves normalt i lange kedelige undervisningstimer når de studerende begynder at dagdrømme eller mister interesse for undervisningen. Kruseduller laves oftest i marginen af notesblokke eller på de bagerste sider, begyndende som simple linjer og tegninger, men kan senere så blive mere udførlige.
Kruseduller laves også tit mens folk taler i telefon i en længere periode, hvis der er et skriveredskab og papir ved telefonen.
Populære former for kruseduller inkluderer tegneserieversioner af lærere eller kammerater på en skole, berømte tv- eller tegenseriefigurer, selvopfundne fiktive væsener, landskaber, geometriske figurer, teksturer, bannere med tekst og animationer lavet ved at tegne de forskellige scener på efterfølgende sider i en bog eller på en notesblok.

## Berømte kruseduller
I udgivne kompileringer har en lang række historiske figurer efterladt kruseduller. Erasmus tegnede komiske ansigter i marginen af sine manuskripter og John Keats tegnede blomster i sine medicinske notesbøger fra forelæsninger. Ralph Waldo Emerson, da han var student ved Harvard, dekorerede sine stilehæfter med triste, klassiske kruseduller, så som ornamentale skriftruller. Et sted har han skitseret en mand, hvis fødder er blevet bidt af, af en stor fisk der svømmer i nærheden, og tilføjet teksten, "My feet are gone. I am a fish. Yes, I am a fish!" I mange andre situationer har han kommenteret, at de hjalp med hans kompositioner. Matematikeren Stanislaw Ulam er et andet eksempel: han opdagede Ulams spiral, mens han tegnede kruseduller under en akademisk konference.